# Les Torrents d'argent
Roman sur les Royaumes oubliés
Les Torrents d’argent (Streams of Silver) est un roman de R.A. Salvatore basé sur le monde imaginaire des Royaumes oubliés.
Une traduction partielle du roman anglophone fut publiée par Fleuve noir en 1995. Une édition intégrale en grand format fut publiée par Milady en 2009. Une édition en format poche est sortie le 9 avril 2010.

## Remarques
Dans Les Torrents d'argent, l'auteur a été très inspiré par le roman Bilbo le Hobbit et la trilogie du Seigneur des anneaux de John Ronald Reuel Tolkien, et on retrouve nombre éléments de ces œuvres dans le roman de R.A. Salvatore :
- Régis possède un joyau lui offrant un grand pouvoir, comme l'anneau de Bilbon dans Le Seigneur des Anneaux.
- Bruenor Marteaudeguerre recherche son royaume nain perdu, comme Thorin Écu-de-Chêne dans Le Hobbit.
- Le dragon Ombreflet surveille le trésor royaume souterrain, comme Smaug dans Le Hobbit.
- Les héros sont un groupe d'humanoïdes hétéroclites (un nain, un elfe noir, un halfelin et deux humains), comme la Communauté de l'Anneau dans Le Seigneur des Anneaux (quatre hobbit, deux humains, un nain et un elfe)